# One-Eyed Jacks
Pour l’article homonyme, voir La Vengeance aux deux visages (film).
One-Eyed Jacks (titre original : One-Eyed Jacks) est une anthologie de nouvelles rassemblées par George R. R. Martin. Ce recueil est paru le 1er janvier 1991 en version originale aux éditions Bantam Spectra. Une nouvelle édition y ajoutant deux nouvelles a été publiée en 2018 mais, à l'inverse de ce qui a été fait pour les nouvelles versions des premier et quatrième tomes de cette série, la traduction française n'est pas basée sur cette nouvelle édition ; elle a paru le 20 février 2019 aux éditions J'ai lu dans la collection Nouveaux Millénaires. Le livre est composé de dix-sept nouvelles dans la nouvelle édition mais de seulement quinze dans la version française.
One-Eyed Jacks est le huitième volume de la saga uchronique Wild Cards mettant en scène des super-héros dans un XXe siècle où, le 15 septembre 1946, un virus extra-terrestre capable de réécrire l’ADN humain est libéré au-dessus de New York et décime 90 % de la population qu'il touche. Les rares survivants épargnés possèdent des super-pouvoirs, on les appelle « As », tandis que les autres sont victimes de difformités plus ou moins avancées, on les appelle « Joker ».

## Contenu
- Solitaire, 2019 ((en) Nobody's Girl, 1991) par Walton Simons (en)
- La Chance d'être une femme, 2019 ((en) Luck Be A Lady, 1991) par Chris Claremont
- Personne ne me connaît aussi bien, 2019 ((en) Nobody Knows Me Like My Baby, 1991) par Walton Simons
- Les Chevaux, 2019 ((en) Horses, 1991) par Lewis Shiner
- Monsieur Personne vient en ville, 2019 ((en) Mr. Nobody Goes to Town, 1991) par Walton Simons
- Dragon de neige, 2019 ((en) Snow Dragon, 1991) par William F. Wu
- Personne ne connaît mes tourments, 2019 ((en) Nobody Knows the Trouble I've Seen, 1991) par Walton Simons
- Clancy ne peut même plus chanter, 2019 ((en) Nowadays Clancy Can't Even Sing, 1991) par Victor Milán
- Tu n'es rien tant que personne ne t'aime, 2019 ((en) You're Nobody Till Somebody Loves You, 1991) par Walton Simons
- Seize bougies, 2019 ((en) Sixteen Candles, 1991) par Stephen Leigh
- Mon nom est Personne, 2019 ((en) My Name Is Nobody, 1991) par Walton Simons
- Le Triangle du diable, 2019 ((en) The Devil's Triangle, 1991) par Melinda Snodgrass
- Personne à la maison, 2019 ((en) Nobody's Home, 1991) par Walton Simons
- Les Battements d'un cœur mort, 2019 ((en) Dead Heart Beating, 1991) par John J. Miller
- Personne ne s'en sort vivant, 2019 ((en) Nobody Gets Out Alive, 1991) par Walton Simons

Nouvelles non reprises dans le recueil traduit en français
- (en) The Tower of Gold and Amber, 2018 par Kevin Andrew Murphy (en)
- (en) A Broken Thread in a Dark Room, 2018 par Carrie Vaughn

## Éditions
- One-Eyed Jacks, Bantam Spectra, 1er janvier 1991, 326 p.  (ISBN 0-553-28852-0)
- One-Eyed Jacks, J'ai lu, coll. « Nouveaux Millénaires », 20 février 2019, trad. Henry-Luc Planchat, 414 p.  (ISBN 978-2-290-15211-9)